# Polyura niasicus
Polyura niasicus är en fjärilsart som beskrevs av Butler 1883. Polyura niasicus ingår i släktet Polyura och familjen praktfjärilar. Inga underarter finns listade i Catalogue of Life.